# Pierre-Emerick Aubameyang
Pierre-Emerick Aubameyang (n. 18 iunie 1989, Laval, Pays de la Loire, Franța) este un fotbalist francez, gabonez și spaniol, care joacă pe post de atacant central la Al-Qadsiah FC în Prima Divizie Saudită. Pe plan internațional, are prezențe la națională pentru Gabon, Franța U21⁠(d) și Gabon U23⁠(d).

## Cariera
Aubameyang s-a alăturat echipei de fotbal de tineret a lui AC Milan în ianuarie 2007. În august, el a fost parte a echipei care a terminat a patra în ediția inaugurală a Cupei Campionilor de Tineret, competiție care a avut loc în Malaezia, și a fost premiat cu Trofeul Roberto Bettega pentru cel mai bun marcator. El a marcat șapte goluri în șase meciuri. Pentru sezonul 2008-09, Aubameyang a fost împrumutat la Dijon FCO, cu scopul de a obține o experiență la prima echipă. La data de 24 iunie 2009, clubul din Ligue 1, Lille OSC a decis să semneze cu Aubameyang sub formă de împrumut. În sezonul următor, el a fost împrumutat din nou, de data aceasta la AS Monaco. Aubameyang a marcat primul său gol pentru echipa sa la 21 august 2010, în meciul din deplasare contra RC Lens. El va fi înscris din nou, pe 29 august la meciul de acasă contra AJ Auxerre într-un meci câștigat cu 2-0 de echipa lui, Monaco. După șase luni la Monaco, Aubameyang a fost împrumutat la AS Saint-Étienne, în ianuarie 2011 până la finalul sezonului. În iulie 2011, împrumutul a fost prelungit pentru întregul sezon 2011-12. La 22 decembrie 2011, Aubameyang a semnat cu Saint-Étienne un acord permanent. Aubameyang a marcat primul său hat-trick împotriva clubului francez Lorient pe 22 februarie 2012. Pe 19 mai 2022, Patrick-Emerick Aubameyang și-a anunțat oficial retragerea la nivel internațional după 73 de selecții și 30 de goluri marcate.

## Echipă națională
Aubameyang a fost invitat să joace pentru Italia U-19, după un sezon bun cu Dijon, el debutând însă pentru Franța U-21 în februarie 2009 într-un meci amical împotriva Tunisiei. El a fost selectat pentru naționala Gabonului pe 25 martie 2009 și și-a făcut debutul pentru echipă. El a marcat primul său gol într-o victorie 3-2 în Maroc. Aubameyang a fost un membru cheie al lotului Gabonului care a ajuns în sferturile de finală de la Cupa Africii pe Națiuni 2012 fiind co-gazda competiției. El a marcat 3 goluri în total, la finalul turneului fiind unul dintre marcatorii de top. El a câștigat de asemenea un titlu de "Omul Meciului".

## Informații personale
Pierre este fiul fostului internațional Gabonez Pierre Aubameyang, și fratele mai tânăr al lui Catilina și Willy, împreună cu care a activat ca junior al lui Milan.

## Statistici carieră

### Club
La meciul jucat pe 20 martie 2022.
| Club              | Sezon            | Campionat        | Campionat | Campionat | Cupă    | Cupă   | Cupa Ligii | Cupa Ligii | Competiții europene | Competiții europene | Altele  | Altele | Total   | Total  |
| Club              | Sezon            | Divizie          | Meciuri   | Goluri    | Meciuri | Goluri | Meciuri    | Goluri     | Meciuri             | Goluri              | Meciuri | Goluri | Meciuri | Goluri |
| ----------------- | ---------------- | ---------------- | --------- | --------- | ------- | ------ | ---------- | ---------- | ------------------- | ------------------- | ------- | ------ | ------- | ------ |
| AC Milan          | 2007–08          | Serie A          | 0         | 0         | 0       | 0      | —          | —          | 0                   | 0                   | 0       | 0      | 0       | 0      |
| Dijon (împrumut)  | 2008–09          | Ligue 2          | 34        | 8         | 4       | 2      | 1          | 0          | —                   | —                   | —       | —      | 39      | 10     |
| Lille (împrumut)  | 2009–10          | Ligue 1          | 14        | 2         | 0       | 0      | 1          | 0          | 9                   | 0                   | —       | —      | 24      | 2      |
| Monaco (împrumut) | 2010–11          | Ligue 1          | 19        | 2         | 1       | 0      | 3          | 0          | —                   | —                   | —       | —      | 23      | 2      |
| Saint-Étienne     | 2010–11          | Ligue 1          | 14        | 2         | —       | —      | —          | —          | —                   | —                   | —       | —      | 14      | 2      |
| Saint-Étienne     | 2011–12          | Ligue 1          | 36        | 16        | 0       | 0      | 2          | 2          | —                   | —                   | —       | —      | 38      | 18     |
| Saint-Étienne     | 2012–13          | Ligue 1          | 37        | 19        | 4       | 2      | 4          | 0          | —                   | —                   | —       | —      | 45      | 21     |
| Saint-Étienne     | Total            | Total            | 87        | 37        | 4       | 2      | 6          | 2          | —                   | —                   | —       | —      | 97      | 41     |
| Borussia Dortmund | 2013–14          | Bundesliga       | 32        | 13        | 6       | 2      | —          | —          | 9                   | 1                   | 1       | 0      | 48      | 16     |
| Borussia Dortmund | 2014–15          | Bundesliga       | 33        | 16        | 4       | 5      | —          | —          | 8                   | 3                   | 1       | 1      | 46      | 25     |
| Borussia Dortmund | 2015–16          | Bundesliga       | 31        | 25        | 4       | 3      | —          | —          | 14                  | 11                  | —       | —      | 49      | 39     |
| Borussia Dortmund | 2016–17          | Bundesliga       | 32        | 31        | 4       | 2      | —          | —          | 9                   | 7                   | 1       | 0      | 46      | 40     |
| Borussia Dortmund | 2017–18          | Bundesliga       | 16        | 13        | 1       | 3      | —          | —          | 6                   | 4                   | 1       | 1      | 24      | 21     |
| Borussia Dortmund | Total            | Total            | 144       | 98        | 19      | 15     | —          | —          | 46                  | 26                  | 4       | 2      | 213     | 141    |
| Arsenal           | 2017–18          | Premier League   | 13        | 10        | —       | —      | 1          | 0          | —                   | —                   | —       | —      | 14      | 10     |
| Arsenal           | 2018–19          | Premier League   | 36        | 22        | 1       | 1      | 2          | 0          | 12                  | 8                   | —       | —      | 51      | 31     |
| Arsenal           | 2019–20          | Premier League   | 36        | 22        | 2       | 4      | 0          | 0          | 6                   | 3                   | —       | —      | 44      | 29     |
| Arsenal           | 2020–21          | Premier League   | 29        | 10        | 1       | 1      | 0          | 0          | 8                   | 3                   | 1       | 1      | 39      | 15     |
| Arsenal           | 2021–22          | Premier League   | 14        | 4         | 0       | 0      | 1          | 3          | —                   | —                   | —       | —      | 15      | 7      |
| Arsenal           | Total            | Total            | 128       | 68        | 4       | 6      | 4          | 3          | 26                  | 14                  | 1       | 1      | 163     | 92     |
| Barcelona         | 2021–22          | La Liga          | 7         | 7         | —       | —      | —          | —          | 4                   | 2                   | —       | —      | 11      | 9      |
| Total în carieră  | Total în carieră | Total în carieră | 433       | 222       | 32      | 25     | 15         | 5          | 85                  | 42                  | 5       | 3      | 570     | 297    |

1. 1 2 3 4 5 6  Apariții în UEFA Europa League
2. 1 2 3 4  Apariții în UEFA Champions League
3. 1 2 3 4  Appearance in DFL-Supercup
4. ↑  Apariție în FA Community Shield

Note